# Majel Custers

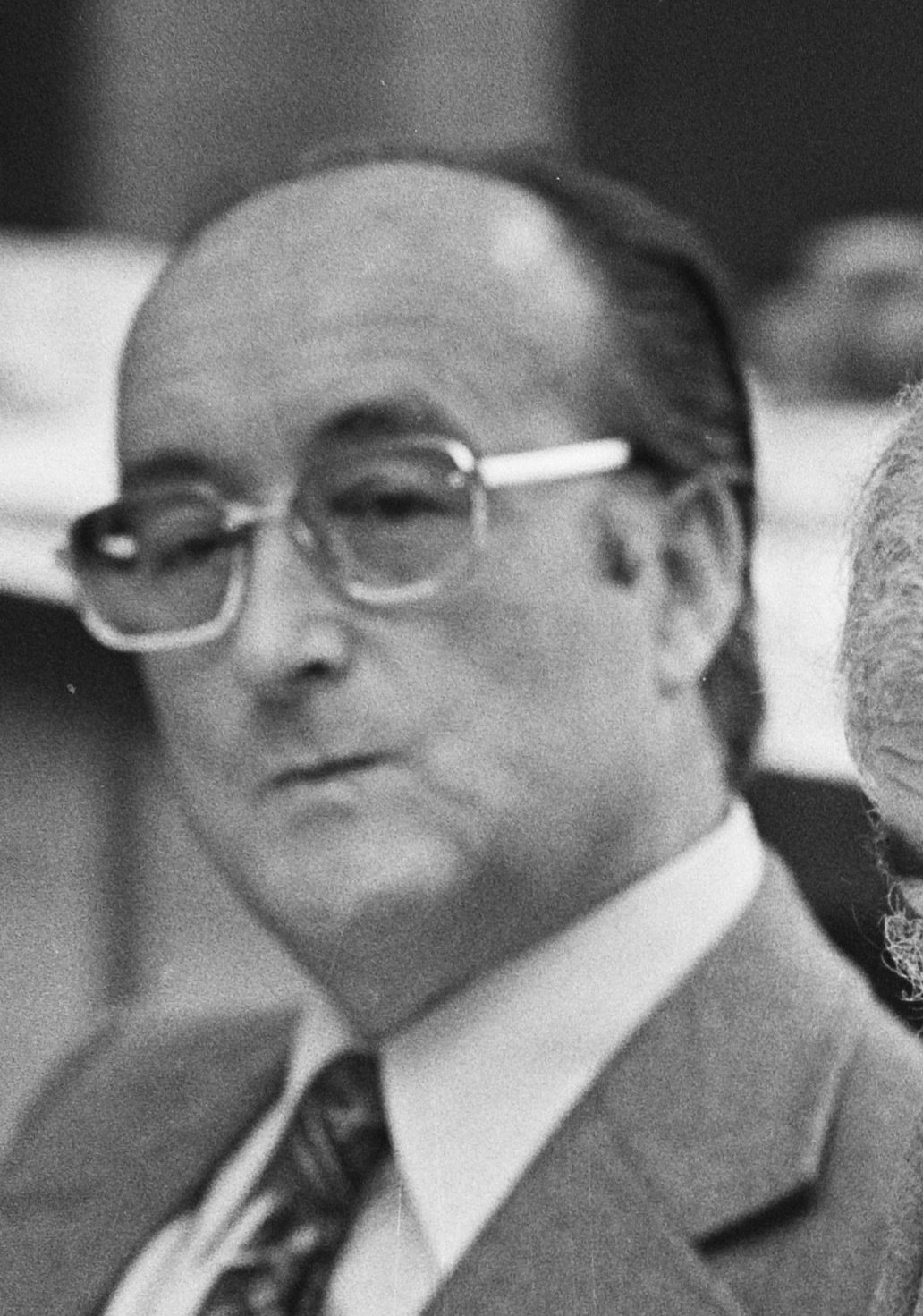
Mr. M.M.L.G.M. Custers (1976)

Mathias Maria Leopoldus Gerardus Majella (Majel) Custers (Heerlen, 16 oktober 1920 – Heino, 2 juni 2000) was een Nederlands politicus van de KVP.
Hij is in 1946 afgestudeerd in de rechten aan de Katholieke Universiteit Nijmegen. Daarna heeft hij drie jaar gewerkt als advocaat bij hetzelfde kantoor als Jo Cals die later de premier van Nederland zou worden. Clusters was vanaf 1949 secretaris van de Katholieke Jeugdraad tot hij in mei 1953 burgemeester werd van Nieuwenhagen. In 1961 werd hij de burgemeester van Venray en van september 1968 tot 1975 was hij de burgemeester van Roermond. In dat laatste jaar volgde hij Jan van der Dussen op als regeringscommissaris voor de Omroep. Begin 1985 ging hij vervroegd met pensioen maar later dat jaar werd hij bij de Raad van State benoemd tot 'staatsraad in buitengewone dienst' wat hij tot 1990 zou blijven. Custers overleed midden 2000 op 79-jarige leeftijd.